# НФЛ в сезоне 2025
Сезон 2025 года — 106-й по счёту сезон в истории Национальной Футбольной Лиги. Начало сезона 4 сентября 2025 года.

## Драфт
Восемьдесят девятый Драфт НФЛ 2025 прошёл с 24 по 26 апреля 2025 года.

## Регулярный сезон
Игровая формула
Под игровой формулой в НФЛ подразумевается, то что каждая команда из дивизиона провела по две встречи (одну дома, одну на выезде) с тремя другими командами. В дополнение, каждая команда сыграла против четырёх команд другого дивизиона из другой конференции. Регулярный сезон длился 18 недель, в течение которого каждая команда сыграла 17 матчей.